# Lidia Zamenhof

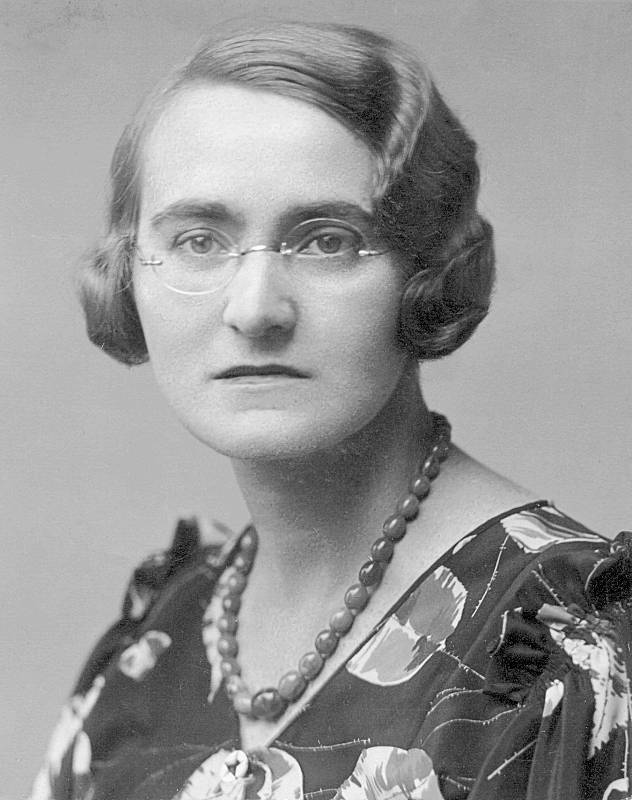
Porträt von Lidia Zamenhof

Lidia Zamenhof (in Esperanto: Lidja Zamenhof; geboren 29. Januar 1904 in Warschau, Russisches Kaiserreich; gestorben nach dem 5. September 1942 im Vernichtungslager Treblinka). Sie war die jüngste Tochter des Esperanto-Schöpfers Ludwik Lejzer Zamenhof, die später in vielen europäischen und US-amerikanischen Städten Esperanto nach der Cseh-Methode lehrte. Nach ihrem abgeschlossenen Jura-Studium war sie eine aktive Förderin von Esperanto und auch des Homaranismo, einer Art religiöser und ethischer Weltbürgerschaft, die von ihrem Vater formuliert worden war. Sie übersetzte Literatur in die noch junge Sprache Esperanto, gründete den Esperanto-Studentenverband, und schrieb Beiträge für Esperanto-Zeitschriften. 
Um 1925 wurde sie Mitglied der Baha'i-Bewegung. Ende des Jahres 1937 ging sie in die USA, um Esperanto zu unterrichten. Im Jahr 1938 musste sie, aufgrund der Einwanderungspolitik der USA, nach Polen zurückkehren, wo sie weiterhin Esperanto lehrte und auch grundlegende Baha'i-Schriften ins Esperanto übersetzte.
Als gebürtige Jüdin wurde sie im Herbst 1942 im NS-Vernichtungslager Treblinka ermordet.

## Leben
Lidia Zamenhof lernte Esperanto als 9-jähriges Mädchen. Mit 14 Jahren hat sie bereits Übersetzungen aus der polnischen Literatur gemacht. Ihre ersten Publikationen erschienen ein paar Jahre später. Am Ende des Jahres 1925 beendete sie ihr Jura-Studium und widmete sich ganz der Arbeit für Esperanto. Im selben Jahr, während des 17. Esperanto-Weltkongresses in Genf, lernte sie die Baha'i-Religion kennen. Lidja wurde Sekretärin der Esperanto-Gesellschaft Konkordo in Warschau, die den Homaranismo förderte, und organisierte oft Vorträge und Kurse. Sie hat seit dem Wiener Esperanto-Weltkongress 1924 an jedem weiteren teilgenommen. Als Esperantolehrerin der Cseh-methode (siehe: eo.wikipedia.org, nur mit Esperanto als Unterrichtssprache), machte sie mehrere Propaganda-Reisen und leitete Kurse in verschiedenen Ländern.
Aktiv arbeitete sie in der Internationalen-Studenten-Liga des Esperanto-Weltbundes, des Cseh-Instituts und der Baha'i-Religion. Außerdem schrieb Lidia für die Zeitschrift Literatura Mondo, besonders über Werke aus der polnischen Literatur, und schrieb Beiträge für folgende Esperanto-Zeitschriften: Pola Esperantisto, La Praktiko, Heraldo de Esperanto, Enciklopedio de Esperanto und andere esperantosprachige Publikationen.
Sehr bekannt ist ihre Übersetzung von Quo vadis ? von Henryk Sienkiewicz, welche im Jahre 1933 veröffentlicht wurde.
Im Jahr 1937 ging sie für einen längeren Aufenthalt in die Vereinigten Staaten, um dort für Esperanto zu werben. Im Dezember 1938 musste sie die Vereinigten Staaten verlassen, weil ihr die Einwanderungsbehörde die Aufenthaltserlaubnis wegen ihrer regelwidrigen „bezahlten Arbeit“ für Esperanto-Kurse nicht verlängerte.
Deshalb musste sie Ende 1938 wieder nach Warschau zurückkehren. Sie bearbeitete dort Fabeln von Hans Christian Andersen in Esperanto und übersetzte weitere Werke von Bahá'u'lláh, dem Gründer der Baha'i Religion, ins Esperanto. 
Nach dem Einmarsch der Deutschen Armee in Warschau wurde sie mit vier Familienangehörigen zunächst für sechs Monate ins Pawiak-Gefängnis eingesperrt – ein Grund ist nicht bekannt. Ihren Bruder Adam sah sie nie wieder. Im November 1940 wurde sie mit anderen Mitgliedern ihrer Familie in das Warschauer Ghetto eingewiesen – von wo sie am 5. September 1942 mit vielen anderen in einem Viehwaggon nach Treblinka transportiert wurde. Man vermutet, dass der 5. September – oder kurz danach – ihr Todestag war.

## Werke (Auswahl)

### Übersetzungen ins Esperanto
- Das umfassende Buch über den Baha'i-Gauben Bahá'u'lláh kaj la Nova Epoko aus dem englischen, von John Ebenezer Esslemont;
- Libro de Certeco, das Buch von Baha'u'llah, Begründer der Baha'i-Religion;
- Parizaj Paroladoj de 'Abdu'l-Bahá;
- Iridiono des polnischen Autors Zygmunt Krasiński;
- Novellen von Bolesław Prus;
- Quo Vadis?, von Henryk Sienkiewicz

### Original in Esperanto
- Por ke la tagoj de la homaro estu pli lumaj, die Sammlung der Texte von Lidia Zamenhof, ed. Flandra Esperanto-Ligo (siehe: eo.wikipedia.org), 2009.